# Moose Jaw
Moose Jaw è una città del Canada, situata nella provincia del Saskatchewan. La località si trova sulla Trans-Canada Highway, a circa 75 km a Ovest di Regina.